# Leptaulax matsumotoi
Leptaulax matsumotoi es una especie de coleóptero de la familia Passalidae.

## Distribución geográfica
Habita en Laos.